# 日本にあるクロード・モネ作品一覧
'日本にあるクロード・モネ作品一覧（にほんにあるクロード・モネさくひんいちらん）では、フランスの画家クロード・モネの日本で所蔵が確認されている作品を挙げる。

## 日本におけるモネ作品の受容
1994年に開催された「モネ展」（ブリヂストン美術館など3館巡回）の図録によれば、その当時日本国内に存在していたモネ作品は100点を大きく上回っていたという。なお、同図録によれば、モネ作品のうち、第一次大戦以前に日本へ持ち込まれていたモネ作品は以下の4点のみであった。
- 『ベリールのライオン岩』(w.1090)
- 『ジヴェルニーの庭の少女』(w.1207)
- 『サン＝シメオンの道』(w.28)
- 『モンソー公園』(w.399)

『ベリールのライオン岩』と『ジヴェルニーの庭の少女』は、美術商・林忠正の旧蔵である。林は1880年代からモネと交流があり、モネが所有していた浮世絵のコレクション292点には、林の取扱品であることを示す「林忠正」印のあるもの17点、「わか井をやぢ」印のあるもの14点が含まれる（「わか井をやぢ」印は美術店「若井・林商会」の印）。上述の2点のモネ作品は1906年の林の死去後、1913年にアメリカで競売にかけられた。これら2点が日本で一般公開された記録はない。ただし、1910年頃に雑誌『白樺』同人の志賀直哉、武者小路実篤、里見弴、山脇信徳が林邸でこれらの作品を見たことが記録されている。『サン＝シメオンの道』と『モンソー公園』は住友友純（ともいと、号春翠）の旧蔵品であり、林忠正の仲介で1897年に日本へもたらされた。これら2点は同年以来日本で保管されている。
1968年には中山公男と黒江光彦が『国立西洋美術館年報』に「日本所在のモネ作品」と題する報告を発表している（序を中山、本文を黒江が分担執筆）。これは1961年度科学研究費交附金の助成を受けた「日本所在の欧米美術品の調査」の一環として調査されたものであった。当時、日本所在の欧米美術品は、所有者の変更、海外への輸出等により、その実態が不明確で、美術史研究に支障をきたす事態になっていた。このため、国立西洋美術館と国立文化財研究所所属の研究者からなる調査チームは、関係者からの聞き取り、文献調査などの組織的な情報収集により、日本国内における欧米美術品の所蔵実態を明らかにしようとしたものである。この調査の対象の一つとしてモネが選ばれたのは、日本には古くから印象派絵画に対する愛好があり、とくに日本で人気の高いモネにかんしては、調査の成果が期待されたためであった。同報告には、国立西洋美術館の所蔵品のほか、当時未公開だった作品を含め、全部で38点のモネ作品が日本に所在するものとして報告されている。

## 日本にあるモネ作品一覧(1)
| 画像 | タイトル                                                                     | ウィルデンシュタイン作品番号 | 制作年      | 技法・素材         | サイズ（縦x横cm）       | 所蔵先                                     | 備考 |
| ---- | ---------------------------------------------------------------------------- | ---------------------------- | ----------- | ------------------ | ----------------------- | ------------------------------------------ | --- |
|      | ヴェトゥイユ、サン=マルタン島からの眺め                                      | w.596                        | 1880年      | 油彩・キャンバス   | 60.4×79.40              | 山形美術館（吉野石膏コレクション）         | |
|      | サンジェルマンの森の中で                                                     | w.750                        | 1882年      | 油彩・キャンバス   | 81.0×65.0               | 山形美術館（吉野石膏コレクション）         | |
|      | ヴェルノンの教会の眺め                                                       | w.843                        | 1883年      | 油彩・キャンバス   | 64.8×80                 | 山形美術館（吉野石膏コレクション）         | |
|      | ジヴェルニー近くのリメツの草原                                               | w.1198                       | 1888年      | 油彩・キャンバス   | 65.0×92.0               | 山形美術館（吉野石膏コレクション）         | |
|      | 日傘をさす婦人（デッサン）                                                   | w.D.446                      | 1890-91年   | 黒鉛筆・紙         | 30.5x23.5               | 山形美術館（吉野石膏コレクション）         | |
|      | テムズ川のチャリング・クロス橋                                               | w.1536                       | 1903年      | 油彩・キャンバス   | 73.0×100.0              | 山形美術館（吉野石膏コレクション）         | |
|      | 睡蓮                                                                         | w.1691                       | 1906年      | 油彩・キャンバス   | 81.0×92.0               | 山形美術館（吉野石膏コレクション）         | |
|      | ジヴェルニーの草原                                                           | w.1247                       | 1890年      | 油彩・キャンバス   | 65.1×92.4               | 福島県立美術館                             | |
|      | サン＝タドレスの海岸                                                         | w.39a                        | 1864年      | 油彩・キャンバス   | 30.6×69.5               | 栃木県立美術館                             | |
|      | 睡蓮                                                                         | w.1794                       | 1914-17年   | 油彩・キャンバス   | 131.5×95.5              | 群馬県立近代美術館（群馬県企業局寄託）     | |
|      | ジュフォス、夕方の印象                                                       | w.910                        | 1884年      | 油彩・キャンバス   | 59.5×81                 | 群馬県立近代美術館（群馬県企業局寄託）     | |
|      | アムステルダムのヨットハーバー                                               |                              | 1871-74年   | 油彩・キャンバス   | 37.5×43                 | 笠間日動美術館                             | |
|      | ヴェトゥイユ、水びたしの草原                                                 | w.639                        | 1881年      | 油彩・キャンバス   | 61.7×74.0               | 笠間日動美術館                             | |
|      | テムズ川の橋（チャリング・クロス橋）                                         | w.1552                       | 1900年頃    | 油彩・キャンバス   | 63.8×80                 | 笠間日動美術館                             | |
|      | ポール＝ドモワの洞窟                                                         | w.1114                       | 1886年      | 油彩・キャンバス   | 65×83                   | 茨城県近代美術館                           | |
|      | 睡蓮                                                                         | w.1706                       | 1907年      | 油彩・キャンバス   | 73.5×92.5               | DIC川村記念美術館                          | |
|      | ジヴェルニーの積みわら、夕日                                                 | w.1213                       | 1888-89年   | 油彩・キャンバス   | 65.0×92.0               | 埼玉県立近代美術館                         | |
|      | ルエルの眺め                                                                 | w.1                          | 1858年      | 油彩・キャンバス   | 46×65                   | 丸沼芸術の森（埼玉県立近代美術館寄託）     | 現存するモネの油彩画として最初のもの。登録美術品として埼玉県立近代美術館で公開。                                                     |
|      | 並木道 (サン＝シメオン農場の道)                                              | w.29                         | 1864年      | 油彩・キャンバス   | 81.6×46.4               | 国立西洋美術館                             | 松方コレクション |
|      | 雪のアルジャントゥイユ                                                       | w.351                        | 1875年      | 油彩・キャンバス   | 55.5×65                 | 国立西洋美術館                             | 松方コレクション |
|      | ラ・ロシュ＝ギュイヨンの道                                                   | w.582                        | 1880年      | 油彩・キャンバス   | 60.5×73.0               | 国立西洋美術館                             | 松方コレクション |
|      | 舟遊び                                                                       | w.1152                       | 1887年      | 油彩・キャンバス   | 145.5×133.5             | 国立西洋美術館                             | 松方コレクション |
|      | しゃくやくの花園                                                             | w.1140                       | 1887年      | 油彩・キャンバス   | 65.3×100                | 国立西洋美術館                             | 松方コレクション |
|      | エプト川の釣り人                                                             | w.1134                       | 1889年      | 油彩・キャンバス   | 81×100                  | 個人（国立西洋美術館寄託）                 | |
|      | ベリールの海                                                                 | w.D.443                      | 1890-91年   | 木炭・紙           | 23.4×31.5               | 国立西洋美術館                             | |
|      | 積みわら                                                                     | w.D.444                      | 1890-91年   | 木炭・紙           | 23.3×29.2               | 国立西洋美術館                             | |
|      | 陽を浴びるポプラ並木                                                         | w.1305                       | 1891年      | 油彩・キャンバス   | 93x73.5                 | 国立西洋美術館                             | 松方コレクション |
|      | 波立つプールヴィルの海                                                       | w.1444                       | 1897年      | 油彩・キャンバス   | 73.5×101                | 国立西洋美術館                             | 松方コレクション |
|      | セーヌ河の朝                                                                 | w.1499                       | 1898年      | 油彩・キャンバス   | 73×91.5                 | 国立西洋美術館                             | |
|      | 柳                                                                           | w.1500                       | 1897-98年頃 | 油彩・キャンバス   | 71.0×89.5               | 個人（国立西洋美術館寄託）                 | 旧松方コレクション |
|      | チャーリング・クロス橋、ロンドン                                             | w.1525                       | 1902年      | 油彩・キャンバス   | 65.3×100                | 国立西洋美術館                             | 松方コレクション |
|      | ウォータールー橋、ロンドン                                                   | w.1594                       | 1902年      | 油彩・キャンバス   | 65.7×100.5              | 国立西洋美術館                             | 松方コレクション |
|      | ヴェトゥイユ                                                                 | w.1648                       | 1902年      | 油彩・キャンバス   | 90.0×93.0               | 国立西洋美術館                             | 松方コレクション |
|      | 睡蓮                                                                         | w.1800                       | 1916年      | 油彩・キャンバス   | 200.5×201               | 国立西洋美術館                             | 松方コレクション |
|      | 睡蓮、柳の反映                                                               | w.1971                       | 1916年      | 油彩・キャンバス   | 199.3×424.4（上部欠失） | 国立西洋美術館                             | 松方コレクション。長年所在不明で、2016年に再発見された作品。第二次世界大戦中、疎開先で画面上半を大きく損傷。左の画像は損傷前のもの。 |
|      | 黄色いアイリス                                                               | w.1826                       | 1914-17年   | 油彩・キャンバス   | 200×101                 | 国立西洋美術館                             | |
|      | 草原の夕暮れ、ジヴェルニー                                                   | w.1206                       | 1888年      | 油彩・キャンバス   | 80.2×80.5               | 個人（三菱一号館美術館寄託）               | |
|      | プティ・タイイの岬、ヴァランジュヴィル                                       | W.1446                       | 1897年      | 油彩・キャンバス   | 73.8×92.6               | 個人（三菱一号館美術館寄託）               | |
|      | アルジャントゥイユの洪水                                                     | w.251                        | 1872-73年   | 油彩・キャンバス   | 54.4×73.3               | アーティゾン美術館（旧ブリヂストン美術館） | 旧松方コレクション |
|      | アルジャントゥイユ                                                           | w.322                        | 1874年      | 油彩・キャンバス   | 43.0×70.0               | アーティゾン美術館                         | |
|      | 雨のベリール                                                                 | w.1112                       | 1886年      | 油彩・キャンバス   | 60×73                   | アーティゾン美術館                         | 旧松方コレクション |
|      | 睡蓮                                                                         | w.1658                       | 1903年      | 油彩・キャンバス   | 81×99                   | アーティゾン美術館                         | |
|      | 睡蓮の池                                                                     | w.1715                       | 1907年      | 油彩・キャンバス   | 100.6×73.5              | アーティゾン美術館                         | |
|      | 黄昏、ヴェネツィア                                                           | w.1769                       | 1908年頃    | 油彩・キャンバス   | 73×92.5                 | アーティゾン美術館                         | |
|      | 霧のテムズ川                                                                 | w.                           | 1901年      | パステル・紙       | 31.0×47.5               | アーティゾン美術館                         | |
|      | サン・タドレスの断崖                                                         | w.93a                        | 1867年      | 油彩・キャンバス   | 54.0×79.5               | 松岡美術館                                 | |
|      | ノルマンディの田舎道                                                         | w.128                        | 1868年      | 油彩・キャンバス   | 81.0×59.5               | 松岡美術館                                 | |
|      | エトルタの波の印象                                                           | w.827a                       | 1885年      | 油彩・キャンバス   | 60.0×73.0               | 松岡美術館                                 | |
|      | アルジャントゥイユ、冬の印象                                                 | w.                           | 1875年      | 油彩・キャンバス   | 50.0×65.0               | 法人                                       | |
|      | 道（サン=シメオン農園の前）                                                  | w.25                         | 1864年      | 油彩・板           | 37.0×22.0               | 日本テレビ放送網                           | |
|      | プールヴィルの税関吏の小屋、波立つ海（ヴァランジュヴィルの漁師小屋）         | w.738                        | 1882年      | 油彩・キャンバス   | 58.0×81.0               | 日本テレビ放送網                           | |
|      | 地中海の岸辺、曇り日                                                         | w.1186                       | 1888年      | 油彩・キャンバス   | 73×92                   | ユニマットグループ                         | |
|      | 霧のルーアン大聖堂                                                           | w.1349                       | 1893-94年   | 油彩・キャンバス   | 106×73                  | ユニマットグループ                         | |
|      | エプト川のポプラ並木                                                         | w.1299                       | 1891年      | 油彩・キャンバス   | 91.5×81.5               | イセ文化基金                               | |
|      | サン=シメオン農園の道                                                        | w.28                         | 1864年      | 油彩・キャンバス   | 52.5×72.5               | 泉屋博古館分館                             | |
|      | モンソー公園                                                                 | w.399                        | 1876年      | 油彩・キャンバス   | 56×69.5                 | 泉屋博古館分館                             | |
|      | 海辺の船                                                                     | w.645                        | 1881年      | 油彩・キャンバス   | 82.0×60.0               | 東京富士美術館                             | |
|      | プールヴィルの断崖                                                           | w.787                        | 1882年      | 油彩・キャンバス   | 59.0×71.0               | 東京富士美術館                             | |
|      | 睡蓮                                                                         | w.1731                       | 1908年      | 油彩・キャンバス   | 101×90                  | 東京富士美術館                             | |
|      | 貨物列車                                                                     | w.213                        | 1872年      | 油彩・キャンバス   | 48.1×75                 | ポーラ美術館                               | |
|      | セーヌ河の支流からみたアルジャントゥイユ                                     | w.232                        | 1872年      | 油彩・キャンバス   | 51.3×65.9               | ポーラ美術館                               | |
|      | 散歩                                                                         | w.379                        | 1875年      | 油彩・キャンバス   | 59.4×80.4               | ポーラ美術館                               | |
|      | サン＝ラザール駅の線路                                                       | w.445                        | 1877年      | 油彩・キャンバス   | 60.5x81.1               | ポーラ美術館                               | |
|      | 花咲く堤、アルジャントゥイユ                                                 | w.453                        | 1877年      | 油彩・キャンバス   | 53.8×65.1               | ポーラ美術館                               | |
|      | グランド・ジャット島                                                         | w.461                        | 1878年      | 油彩・キャンバス   | 56.3×74.5               | ポーラ美術館                               | |
|      | セーヌ河の日没、冬                                                           | w.574                        | 1880年      | 油彩・キャンバス   | 60.6×81.1               | ポーラ美術館                               | |
|      | グラジオラス                                                                 | w.695                        | 1881年      | 油彩・キャンバス   | 100.4×41.5              | ポーラ美術館                               | |
|      | グラジオラス                                                                 | w.694                        | 1881年      | 油彩・キャンバス   | 99.2×41.6               | ポーラ美術館                               | |
|      | ヴァランジュヴィルの風景                                                     | w.797                        | 1882年      | 油彩・キャンバス   | 64.9x81                 | ポーラ美術館                               | |
|      | ジヴェルニーの積みわら                                                       | w.902                        | 1884年      | 油彩・キャンバス   | 66.1×81.3               | ポーラ美術館                               | |
|      | ジヴェルニーの冬                                                             | w.961                        | 1885年      | 油彩・キャンバス   | 65.3×81.5               | ポーラ美術館                               | |
|      | エトルタの夕焼け                                                             | w.1016                       | 1885年      | 油彩・キャンバス   | 81.1×100.1              | ポーラ美術館                               | |
|      | バラ色のボート                                                               | w.1249                       | 1890年      | 油彩・キャンバス   | 135.3×176.5             | ポーラ美術館                               | |
|      | ルーアン大聖堂                                                               | w.1328                       | 1892年      | 油彩・キャンバス   | 100.4×65.4              | ポーラ美術館                               | |
|      | 睡蓮の池                                                                     | w.1511                       | 1899年      | 油彩・キャンバス   | 88.6×91.9               | ポーラ美術館                               | |
|      | 国会議事堂、バラ色のシンフォニー                                             | w.1599                       | 1900年      | 油彩・キャンバス   | 82.0×92.6               | ポーラ美術館                               | |
|      | 睡蓮                                                                         | w.1699                       | 1907年      | 油彩・キャンバス   | 93.3×89.2               | ポーラ美術館                               | |
|      | サルーテ運河                                                                 | w.1763                       | 1908年      | 油彩・キャンバス   | 100.2×65.2              | ポーラ美術館                               | |
|      | コロンブの平原、霜                                                           | w.256                        | 1873年      | 油彩・キャンバス   | 52.5x72                 | 新潟県立近代美術館                         | |
|      | 藁ぶき屋根の家                                                               | w.523a                       | 1879年      | 油彩・キャンバス   | 48.5×64.5               | 上原美術館                                 | |
|      | ジヴェルニー付近のセーヌ川                                                   | w.1378                       | 1894年      | 油彩・キャンバス   | 53×80.5                 | 上原美術館                                 | |
|      | 雪中の家とコルサース山                                                       | w.1404                       | 1895年      | 油彩・キャンバス   | 64.2×91.2               | 上原美術館                                 | |
|      | ルーアンのセーヌ川                                                           | w.218                        | 1872年      | 油彩・キャンバス   | 49.2×76.2               | 静岡県立美術館                             | |
|      | 水車小屋                                                                     | w.D.83                       | 1857年      | 鉛筆・淡黄褐色の紙 | 22.8×30.7               | おかざき世界子ども美術博物館               | |
|      | 森の散歩道                                                                   | w.D.84                       | 1857年      | 鉛筆・紙           | 30.7×22.8               | おかざき世界子ども美術博物館               | |
|      | ノルマンディーの断崖                                                         | w.D.96                       | 1857年      | 鉛筆・灰色の紙     | 22.8×30.7               | おかざき世界子ども美術博物館               | |
|      | アムステルダムの港                                                           | w.298                        | 1874年      | 油彩・キャンバス   | 60×81                   | ヤマザキマザック美術館                     | |
|      | ラヴァクールのセーヌ河                                                       | w.516                        | 1879年      | 油彩・キャンバス   | 54×65                   | 個人（愛知県美術館寄託）                   | 旧松方コレクション |
|      | チャリング・クロス橋                                                         | w.1524                       | 1899年      | 油彩・キャンバス   | 65.0×81.0               | メナード美術館                             | |
|      | 睡蓮                                                                         |                              | 1903-19年頃 |                    |                         | 光ミュージアム                             | |
|      | 橋から見たアルジャントゥイユの泊地（橋から見たアルジャントゥイユの船着き場） | w.334                        | 1874年      | 油彩・キャンバス   | 62×81                   | 三重県立美術館                             | |
|      | ラ・ロシュ=ブロンの村（夕暮れの印象）                                        | w.1238                       | 1889年      | 油彩・キャンバス   | 73.9×92.8               | 三重県立美術館                             | |
|      | 春、エプト川の柳                                                             | w.980                        | 1885年      | 油彩・キャンバス   |                         | 京都国立近代美術館寄託                     | |
|      | 積み藁、ジヴェルニー、朝の印象                                               | w.1214                       | 1889年      | 油彩・キャンバス   |                         | 京都国立近代美術館寄託                     | |
|      | プールヴィルの崖、朝                                                         | W.1441                       | 1897年      | 油彩・キャンバス   | 64×99                   | 福田美術館                                 | |
|      | エトルタの朝                                                                 | w.830                        | 1883年      | 油彩・キャンバス   | 65.0×81.0               | 大山崎山荘美術館                           | |
|      | 睡蓮                                                                         | w.1690                       | 1907年      | 油彩・キャンバス   | 90.0×93.0               | 大山崎山荘美術館                           | |
|      | 睡蓮                                                                         | w.1808                       | 1914-17年   | 油彩・キャンバス   | 130.0×152.0             | 大山崎山荘美術館                           | |
|      | 睡蓮                                                                         | w.1802                       | 1914-17年   | 油彩・キャンバス   | 200.0×200.0             | 大山崎山荘美術館                           | |
|      | 睡蓮                                                                         | w.1793                       | 1914-17年   | 油彩・キャンバス   | 150.5×200.0             | 大山崎山荘美術館                           | |
|      | 睡蓮                                                                         | w.1810                       | 1914-17年   | 油彩・キャンバス   | 180.0×200.0             | 大山崎山荘美術館                           | |
|      | アイリス                                                                     | w.1831                       | 1914-17年   | 油彩・キャンバス   | 200.0×150.0             | 大山崎山荘美術館                           | |
|      | 日本風太鼓橋（日本の橋）                                                     | w.1926                       | 1918-24年   | 油彩・キャンバス   | 89.0×93.0               | 大山崎山荘美術館                           | |
|      | クルーズ川の岩場                                                             | w.1222                       | 1889年      | 油彩・キャンバス   | 65.5×81                 | サントリーコレクション                     | |
|      | ディエップの岸にて                                                           | w.1462                       | 1897年頃    | 油彩・キャンバス   | 65×100                  | サントリーコレクション                     | |
|      | ウォータールー橋、曇り日                                                     | w.1558                       | 1901年      | 油彩・キャンバス   | 65×100.5                | サントリーコレクション                     | |
|      | 睡蓮                                                                         | w.1713                       | 1907年      | 油彩・キャンバス   | 100.0×81.0              | 和泉市久保惣記念美術館                     | |
|      | ル・プティ＝ジュヌヴィリエにて、日の入り                                     | w.338                        | 1874年      | 油彩・キャンバス   | 54.0×73.0               | 姫路市立美術館                             | |
|      | アヴァルの門(ポルト・ダヴィルと針岩)                                         | w.1051                       | 1886年      | 油彩・キャンバス   | 65.0×81.2               | 島根県立美術館                             | |
|      | 積みわら                                                                     | w.994                        | 1885年      | 油彩・キャンバス   | 64.5×80.4               | 大原美術館                                 | 旧松方コレクション |
|      | 睡蓮                                                                         | w.1689                       | 1906年      | 油彩・キャンバス   | 72.5×92.0               | 大原美術館                                 | 2万フランで購入し、モネ直筆の領収書が付属。                                                                                          |
|      | アムステルダムの眺め                                                         | w.                           | 1874年      | 油彩・キャンバス   | 60.0×72.6               | ひろしま美術館                             | |
|      | セーヌ河の朝（ジヴェルニーのセーヌ河支流）                                   | w.1479                       | 1897年      | 油彩・キャンバス   | 82×93.5                 | ひろしま美術館                             | |
|      | 睡蓮の池                                                                     | w.1966-1967                  | 1915-26年   | 油彩               | 200×300（各）           | 地中美術館                                 | 2枚組 |
|      | 睡蓮-草の茂み                                                                | w.1817                       | 1914-17年   | 油彩               | 200×213                 | 地中美術館                                 | |
|      | 睡蓮                                                                         | w.1812                       | 1914-17年   | 油彩               | 200×200                 | 地中美術館                                 | |
|      | 睡蓮の池                                                                     | w.1896                       | 1917-19年   | 油彩・キャンバス   | 100.0×200.0             | 地中美術館                                 | |
|      | 睡蓮-柳の反映                                                                | w.1857                       | 1916-19年   | 油彩               | 100×200                 | 地中美術館                                 | |
|      | アンティーブ岬                                                               | w.1193                       | 1888年      | 油彩・キャンバス   | 65×92                   | 愛媛県美術館                               | |
|      | 睡蓮、柳の反映                                                               | w.1861                       | 1916-1919年 | 油彩・キャンバス   | 130.0×197.7             | 北九州市立美術館                           | |
|      | 睡蓮                                                                         | w.1506                       | 1897-98年   | 油彩・キャンバス   | 89.0×130.0              | 鹿児島市立美術館                           | |
|      | ウォータールー橋                                                             | w.1573                       | 1899-1901年 | 油彩・キャンバス   | 65.0×82.0               | 松下美術館                                 | |

## 日本にあるモネ作品一覧(2)
本一覧には、以下の展覧会に「日本の個人所蔵」として出品されていた作品を収録する。なお、個人所有のモネ作品で、日本国内の美術館に寄託されているものは一覧(1)のほうに収録した。
- 「クロード・モネ展」（山口県立美術館、2001）
- 「モネ展」（ブリヂストン美術館、名古屋市美術館、ひろしま美術館、1994）

| 画像 | タイトル                         | ウィルデンシュタイン作品番号 | 制作年        | 技法・素材       | サイズ（縦x横cm） | 所蔵先                                   | 備考 |
| ---- | -------------------------------- | ---------------------------- | ------------- | ---------------- | ----------------- | ---------------------------------------- | ---- |
|      | セーヌ川の柳                     |                              | 1876年        | 油彩・キャンバス | 71.5×60.0         | 個人蔵、2001年の『クロード・モネ展』出品 |      |
|      | 花咲くプラムの木                 |                              | 1879年        | 油彩・キャンバス | 65×54             | 個人蔵、2001年の『クロード・モネ展』出品 |      |
|      | 白いポピー                       |                              | 1882-85年     | 油彩・キャンバス | 128.5×37          | 個人蔵、2001年の『クロード・モネ展』出品 |      |
|      | セーヌ河畔の朝                   |                              | 1897年        | 油彩・キャンバス | 65×92             | 個人蔵、2001年の『クロード・モネ展』出品 |      |
|      | 本曇りのウォータールー・ブリッジ |                              | 1904年        | 油彩・キャンバス | 66×100            | 個人蔵、2001年の『クロード・モネ展』出品 |      |
|      | スミレの花束をもつカミーユ       | w.436                        | 1876 - 77年   | 油彩・キャンバス | 116×88            | 個人蔵、1994年の『モネ展』出品           |      |
|      | 断崖から見下ろした海             | w.648                        | 1881年        | 油彩・キャンバス | 60×75             | 個人蔵、1994年の『モネ展』出品           |      |
|      | ヴェトゥイユの庭                 | w.666                        | 1881年        | 油彩・キャンバス | 60×73             | 個人蔵、1994年の『モネ展』出品           |      |
|      | フェカン近くのグランヴァル       | w.653                        | 1881年        | 油彩・キャンバス | 61×80             | ISETAN蔵、1994年の『モネ展』出品         |      |
|      | プティット・ダルの道             | w.906                        | 1884年        | 油彩・キャンバス | 65×81             | 個人蔵、1994年の『モネ展』出品           |      |
|      | ウォータールー橋、曇天、煙       | w.1570                       | 1899 - 1901年 | 油彩・キャンバス | 65×100            | 個人蔵、1994年の『モネ展』出品           |      |
|      | 国会議事堂、ばら色のシンフォニー | w.1599                       | 1900 - 1901年 | 油彩・キャンバス | 81×92             | 個人蔵、1994年の『モネ展』出品           |      |
|      | 国会議事堂、夕暮れ               | w.1603                       | 1900 - 1901年 | 油彩・キャンバス | 81×92             | 個人蔵、1994年の『モネ展』出品           |      |

## かつて日本にあったモネ作品
| 画像 | タイトル                       | ウィルデンシュタイン作品番号 | 制作年        | 技法・素材       | サイズ（縦x横cm） | 所蔵先                                 | 備考                                                                                        |
| ---- | ------------------------------ | ---------------------------- | ------------- | ---------------- | ----------------- | -------------------------------------- | ------------------------------------------------------------------------------------------- |
|      | 睡蓮                           | w.1884                       | 1917 - 19年   | 油彩・キャンバス | 130×200           | MOA美術館旧蔵                          |                                                                                             |
|      | ジヴェルニーのポプラ並木       | w.1291                       | 1891年        | 油彩・キャンバス | 92×73             | MOA美術館旧蔵                          |                                                                                             |
|      | 枝垂れの柳                     | w.1870                       | 1918-19年     |                  | 130×152           | 日本・個人旧蔵                         |                                                                                             |
|      | 睡蓮の池                       | w.1893-2                     | 1917-19年     |                  | 100×103           | 日本・個人旧蔵                         | 100x200cmの作品をほぼ中央で切断したうちの右側部分で、左側も現存。2016年クリスティーズ出品。 |
|      | 睡蓮の池                       | w.1705                       | 1907年        | 油彩・キャンバス | 90.9×72.7         | 日本・個人旧蔵、1994年の『モネ展』出品 |                                                                                             |
|      | 睡蓮                           | w.1721                       | 1908年        | 油彩・キャンバス | 90×92             | 日本・個人旧蔵、1994年の『モネ展』出品 |                                                                                             |
|      | チャリング・クロス橋           | w.1523                       | 1899 - 1901年 | 油彩・キャンバス | 65×92             | 村内美術館旧蔵、1994年の『モネ展』出品 |                                                                                             |
|      | エトルタ、浜辺とアヴァルの断崖 | w.907                        | 1884年        | 油彩・キャンバス | 60×73             | 村内美術館旧蔵                         |                                                                                             |
|      | モンソー公園                   | w.400                        | 1876年        | 油彩・キャンバス | 54×73             | 日本・個人蔵（1968年時点）             |                                                                                             |
|      | ヴェトゥイユのセーヌ川         | w.590                        | 1880年        | 油彩・キャンバス | 72×99             | 日本・個人蔵（1968年時点）             | 旧松方コレクション                                                                          |
|      | ジヴェルニーの霧               | w.1197                       | 1890 - 93年頃 | 油彩・キャンバス | 75.0×98.0         | 日本・個人蔵（1968年時点）             | 旧松方コレクション                                                                          |
|      | 日をあびるポプラ並木           | w.1306                       | 1891年        | 油彩・キャンバス | 92×73             | 日本・個人蔵（1968年時点）             |                                                                                             |
|      | ルーアン大聖堂                 | w.1361                       | 1893年        | 油彩・キャンバス | 106×73            | 日本・個人蔵（1968年時点）             | 旧松方コレクション                                                                          |
|      | 風景                           | w.1774                       | 1901 - 04年   | 油彩・紙         | 11×18             | 日本・個人蔵（1968年時点）             |                                                                                             |
|      | 睡蓮                           | w.1503                       | 1897 - 99年   | 油彩・キャンバス | 100×100           | 日本・個人蔵（1968年時点）             |                                                                                             |